# Gordon Tullock
Gordon Tullock (ur. 13 lutego 1922, zm. 3 listopada 2014) – ekonomista amerykański, współtwórca i jeden z czołowych przedstawicieli szkoły wyboru publicznego.
Ukończył studia prawnicze na uniwersytecie w Chicago (1947). Przez wiele lat był profesorem prawa i ekonomii na Uniwersytecie George’a Masona w Fairfax (Wirginia). Wraz z Jamesem Buchananem jest współtwórcą teorii wyboru publicznego (Public Choice Theory). Autor szeregu znanych publikacji na tym obszarze, w tym m.in. The Calculus of Consent (1962, wraz z Buchananem), The Logic of the Law, The Politics of Bureaucracy, The Social Dilemma, Autocracy, The Economics of Non-Human Societies, Rent Seeking oraz On Voting.